# Wild Frontier (canción)
«Wild Frontier» es el vigésimo tercer sencillo lanzado por la banda de música electrónica británica The Prodigy. Fue lanzado el 23 de febrero de 2015, para el álbum The Day Is My Enemy. El arte de portada fue diseñada por el artista y diseñador austriaco Moritz Resl.
El EP de remezclas fue lanzado el 16 de marzo.

## Lista de canciones

### Descarga digital
1. Wild Frontier - 4:28
2. Wild Frontier (KillSonik Remix) - 5:27
3. Wild Frontier (Jesse and the Wolf Remix) - 3:40
4. Wild Frontier (Wilkinson Remix) - 4:16

## Vídeo musical
El vídeo musical fue publicada en la página de la banda de YouTube el 23 de febrero de 2015. El video, una animación stop-motion fue dirigida por el cineasta holandés Mascha Halberstad y el animador Elmer Kaan, incluye dos cazadores cazando animales. Más tarde se convierten en dos animales mismos después de un alce que llega a salvar a los animales los pone en un estado de trance. También cuenta con el zorro que estaba presente en el video del sencillo anterior de la banda, Nasty.